# Lista de sócios-correspondentes da Academia Brasileira de Letras
Esta é uma lista de sócios correspondentes e patronos da Academia Brasileira de Letras (ABL).
| Posição | Nome                    | Origem    | Eleição |
| ------- | ----------------------- | --------- | ------- |
| Patrono | Alexandre de Gusmão     | Brasil    | -       |
| 1º      | Bartolomé Mitre         | Argentina | 1898    |
| 2º      | Gonçalves Viana         | Portugal  | 1910    |
| 3º      | Alberto d'Oliveira      | Portugal  | 1914    |
| 4º      | Serafim Leite           | Portugal  | 1940    |
| 5º      | Marcello Caetano        | Portugal  | 1970    |
| 6º      | António Alçada Baptista | Portugal  | 1981    |
| 7º      | Didier Lamaison         | França    | 2009    |

| Posição | Nome                  | Origem   | Eleição |
| ------- | --------------------- | -------- | ------- |
| Patrono | António José da Silva | Brasil   | -       |
| 1º      | Eça de Queiroz        | Portugal | 1898    |
| 2º      | Carlos Malheiro Dias  | Portugal | 1907    |
| 3º      | Egas Moniz            | Portugal | 1942    |
| 4º      | Reynaldo dos Santos   | Portugal | 1957    |
| 5º      | João Gaspar Simões    | Portugal | 1970    |
| 6º      | Mário Soares          | Portugal | 1987    |
| 7º      | Edgar Morin           | França   | 2017    |

| Posição | Nome                       | Origem   | Eleição |
| ------- | -------------------------- | -------- | ------- |
| Patrono | Manuel Botelho de Oliveira | Brasil   | -       |
| 1º      | Élisée Reclus              | França   | 1898    |
| 2º      | Jaime de Séguier           | Portugal | 1910    |
| 3º      | Armando Erse de Figueiredo | Portugal | 1932    |
| 4º      | Rebelo Gonçalves           | Portugal | 1950    |
| 5º      | Álvaro Salema              | Portugal | 1982    |
| 6º      | Urbano Tavares Rodrigues   | Portugal | 1992    |
| 7º      | António Valdemar           | Portugal | 2013    |

| Posição | Nome                        | Origem   | Eleição |
| ------- | --------------------------- | -------- | ------- |
| Patrono | Eusébio de Matos            | Brasil   | -       |
| 1º      | Émile Zola                  | França   | 1898    |
| 2º      | António Correia de Oliveira | Portugal | 1910    |
| 3º      | Aquilino Ribeiro            | Portugal | 1960    |
| 4º      | Léopold Sédar Senghor       | Senegal  | 1966    |
| 5º      | António Braz Teixeira       | Portugal | 2002    |

| Posição | Nome                  | Origem     | Eleição |
| ------- | --------------------- | ---------- | ------- |
| Patrono | D. Francisco de Sousa | Brasil     | -       |
| 1º      | Eugênio de Castro     | Portugal   | 1898    |
| 2º      | Augusto de Castro     | Portugal   | 1945    |
| 3º      | Joaquim Paço d'Arcos  | Portugal   | 1972    |
| 4º      | Domingos Monteiro     | Portugal   | 1979    |
| 5º      | David Mourão-Ferreira | Portugal   | 1981    |
| 6º      | Mia Couto             | Moçambique | 1998    |

| Posição | Nome                       | Origem   | Eleição |
| ------- | -------------------------- | -------- | ------- |
| Patrono | Matias Aires               | Brasil   | -       |
| 1º      | Guerra Junqueiro           | Portugal | 1898    |
| 2º      | Henrique Lopes de Mendonça | Portugal | 1923    |
| 3º      | José Leite de Vasconcelos  | Portugal | 1931    |
| 4º      | Joaquim Leitão             | Portugal | 1941    |
| 5º      | Nuno Simões                | Portugal | 1959    |
| 6º      | Jacinto do Prado Coelho    | Portugal | 1976    |
| 7º      | Vergílio Ferreira          | Portugal | 1984    |
| 8º      | Alberto Noguès             | Portugal | 1996    |
| 9º      | Luciana Stegagno Picchio   | Itália   | 2002    |
| 10º     | Arnaldo Saraiva            | Portugal | 2008    |

| Posição | Nome                     | Origem         | Eleição |
| ------- | ------------------------ | -------------- | ------- |
| Patrono | Nuno Marques Pereira     | Brasil         | -       |
| 1º      | Henryk Sienkiewicz       | Polónia        | 1900    |
| 2º      | Júlio Dantas             | Portugal       | 1917    |
| 3º      | Vitorino Nemésio         | Portugal       | 1962    |
| 4º      | Joaquim Veríssimo Serrão | Portugal       | 1978    |
| 5º      | Benjamin Moser           | Estados Unidos | 2021    |

| Posição | Nome                    | Origem         | Eleição |
| ------- | ----------------------- | -------------- | ------- |
| Patrono | Rocha Pita              | Brasil         | -       |
| 1º      | John Fiske              | Estados Unidos | 1900    |
| 2º      | Cândido de Figueiredo   | Portugal       | 1901    |
| 3º      | José Maria Rodrigues    | Portugal       | 1925    |
| 4º      | Fidelino de Figueiredo  | Portugal       | 1942    |
| 5º      | Luís Forjaz Trigueiros  | Portugal       | 1967    |
| 6º      | Augustin Buzura         | Roménia        | 2001    |
| 7º      | Julio María Sanguinetti | Uruguai        | 2021    |

| Posição | Nome                | Origem         | Eleição |
| ------- | ------------------- | -------------- | ------- |
| Patrono | Santa Rita Durão    | Brasil         | -       |
| 1º      | John Hay            | Estados Unidos | 1900    |
| 2º      | Ramalho Ortigão     | Portugal       | 1910    |
| 3º      | António Feijó       | Portugal       | 1915    |
| 4º      | João de Barros      | Portugal       | 1917    |
| 5º      | Hernâni Cidade      | Portugal       | 1961    |
| 6º      | Adriano Moreira     | Portugal       | 1975    |
| 7º      | Ettore Finazzi-Agrò | Itália         | 2022    |

| Posição | Nome                          | Origem         | Eleição |
| ------- | ----------------------------- | -------------- | ------- |
| Patrono | Frei Vicente do Salvador, OFM | Brasil         | -       |
| 1º      | Teófilo Braga                 | Portugal       | 1898    |
| 2º      | Antero de Figueiredo          | Portugal       | 1924    |
| 3º      | José Caeiro da Mata           | Portugal       | 1955    |
| 4º      | Cardeal Manuel Cerejeira      | Portugal       | 1964    |
| 5º      | Fernando Namora               | Portugal       | 1978    |
| 6º      | Agustina Bessa-Luís           | Portugal       | 1989    |
| 7º      | Darlene J. Sadlier            | Estados Unidos | 2019    |

| Posição | Nome                         | Origem    | Eleição |
| ------- | ---------------------------- | --------- | ------- |
| Patrono | Alexandre Rodrigues Ferreira | Brasil    | -       |
| 1º      | Garcia Mérou                 | Argentina | 1898    |
| 2º      | Javier de Viana              | Uruguai   | 1910    |
| 3º      | Miguel Luís Rocuant          | Chile     | 1926    |
| 4º      | Eduardo Barrios              | Chile     | 1952    |
| 5º      | Georges Raeders              | França    | 1969    |
| 6º      | Curt Meyer-Clason            | Alemanha  | 1981    |
| 7º      | José Carlos Vasconcelos      | Portugal  | 2012    |

| Posição | Nome                    | Origem         | Eleição |
| ------- | ----------------------- | -------------- | ------- |
| Patrono | Antônio de Morais Silva | Brasil         | -       |
| 1º      | Guilherme Blest Gana    | Chile          | 1898    |
| 2º      | Victor Orban            | Bélgica        | 1910    |
| 3º      | Samuel Putnam           | Estados Unidos | 1947    |
| 4º      | Enrique Larreta         | Argentina      | 1950    |
| 5º      | Ricardo Saenz Hayes     | Argentina      | 1962    |
| 6º      | Mario Amadeo            | Argentina      | 1977    |
| 7º      | Fred P. Ellison         | Estados Unidos | 1983    |
| 8º      | Mario Vargas Llosa      | Peru           | 2014    |

| Posição | Nome                      | Origem         | Eleição |
| ------- | ------------------------- | -------------- | ------- |
| Patrono | Domingos Borges de Barros | Brasil         | -       |
| 1º      | Henrik Ibsen              | Noruega        | 1898    |
| 2º      | Conde de Monsaraz         | Portugal       | 1910    |
| 3º      | John Casper Branner       | Estados Unidos | 1913    |
| 4º      | Georges Dumas             | França         | 1922    |
| 5º      | Georges Duhamel           | França         | 1946    |
| 6º      | André Malraux             | França         | 1967    |
| 7º      | Roger Caillois            | França         | 1977    |
| 8º      | Jean d'Ormesson           | França         | 1979    |
| 9º      | Jean-Christophe Rufin     | França         | 2018    |

| Posição | Nome                                | Origem         | Eleição |
| ------- | ----------------------------------- | -------------- | ------- |
| Patrono | Frei Francisco de Mont'Alverne, OFM | Brasil         | -       |
| 1º      | Herbert Spencer                     | Inglaterra     | 1898    |
| 2º      | Jean Finot                          | Polónia        | 1910    |
| 3º      | Ernest Martinenche                  | França         | 1922    |
| 4º      | Ramón Menéndez Pidal                | Espanha        | 1951    |
| 5º      | William Grossman                    | Estados Unidos | 1969    |
| 6º      | Daisaku Ikeda                       | Japão          | 1992    |
| 7º      | John Gledson                        | Inglaterra     | 2023    |

| Posição | Nome                 | Origem         | Eleição |
| ------- | -------------------- | -------------- | ------- |
| Patrono | Frei Gonçalves Ledo  | Brasil         | -       |
| 1º      | José Echegaray       | Espanha        | 1898    |
| 2º      | José Santos Chocano  | Peru           | 1910    |
| 3º      | Rodolfo Rivarola     | Argentina      | 1935    |
| 4º      | Ricardo Rojas        | Argentina      | 1943    |
| 5º      | Miguel Ángel Carcano | Argentina      | 1959    |
| 6º      | Claude L. Hulet      | Estados Unidos | 1978    |
| 7º      | Berthold Zilly       | Alemanha       | 2018    |

| Posição | Nome                              | Origem     | Eleição |
| ------- | --------------------------------- | ---------- | ------- |
| Patrono | José Bonifácio de Andrada e Silva | Brasil     | -       |
| 1º      | Giosuè Carducci                   | Itália     | 1898    |
| 2º      | Guglielmo Ferrero                 | Itália     | 1907    |
| 3º      | Jacques Maritain                  | França     | 1942    |
| 4º      | Júlio Cesar Chaves                | Paraguai   | 1973    |
| 5º      | Hermann Mathias Görgen            | Alemanha   | 1989    |
| 6º      | Maurice Druon                     | França     | 1995    |
| 7º      | José Saramago                     | Portugal   | 2009    |
| 8º      | Leslie Bethell                    | Inglaterra | 2010    |

| Posição | Nome                          | Origem   | Eleição |
| ------- | ----------------------------- | -------- | ------- |
| Patrono | Odorico Mendes                | Brasil   | -       |
| 1º      | León Tolstoi                  | Rússia   | 1898    |
| 2º      | Martin Brussot                | Áustria  | 1912    |
| 3º      | Herculano Amorim Ferreira     | Portugal | 1969    |
| 4º      | Ruben Alfredo Andresen Leitão | Portugal | 1975    |
| 5º      | Vitorino Magalhães Godinho    | Portugal | 1976    |
| 6º      | Antonio Maura                 | Espanha  | 2011    |

| Posição | Nome                          | Origem         | Eleição |
| ------- | ----------------------------- | -------------- | ------- |
| Patrono | Silva Alvarenga               | Brasil         | -       |
| 1º      | Paul Groussac                 | França         | 1898    |
| 2º      | Francisco Rodríguez Marín     | Espanha        | 1929    |
| 3º      | Dardo Regules                 | Uruguai        | 1943    |
| 4º      | Aurelio Miró-Quesada          | Peru           | 1962    |
| 5º      | José Vitorino de Pina Martins | Portugal       | 2000    |
| 6º      | Gregory Rabassa               | Estados Unidos | 2010    |
| 7º      | João Malaca Casteleiro        | Portugal       | 2016    |
| 8º      | Telmo dos Santos Verdelho     | Portugal       | 2021    |

| Posição | Nome                  | Origem    | Eleição |
| ------- | --------------------- | --------- | ------- |
| Patrono | Sotero dos Reis       | Brasil    | -       |
| 1º      | Rafael Obligado       | Argentina | 1898    |
| 2º      | Gabriele d’Annunzio   | Itália    | 1900    |
| 3º      | Ramón José Cárcano    | Argentina | 1938    |
| 4º      | Gregório Aráoz Alfaro | Argentina | 1947    |
| 5º      | Gregorio Marañón      | Espanha   | 1956    |
| 6º      | Dámaso Alonso         | Espanha   | 1960    |
| 7º      | Octavio Paz           | México    | 1990    |
| 8º      | Alain Touraine        | França    | 1998    |
| 9º      | Miriam Tivon          | Israel    | 2023    |

| Posição | Nome                         | Origem   | Eleição |
| ------- | ---------------------------- | -------- | ------- |
| Patrono | Visconde de Cairu            | Brasil   | -       |
| 1º      | Theodor Mommsen              | Alemanha | 1898    |
| 2º      | Goran Bjorkman               | Suécia   | 1910    |
| 3º      | Alexandre Conty              | França   | 1924    |
| 4º      | André Maurois                | França   | 1948    |
| 5º      | Jean Roche                   | França   | 1969    |
| 6º      | Eduardo Lourenço             | Portugal | 2006    |
| 7º      | Guilherme d'Oliveira Martins | Portugal | 2021    |